# GMM Grammy
GMM Grammy Public Company Limited (thai: จีเอ็มเอ็ม แกรมมี่ eller G"MM' Grammy) är ett thailändskt underhållnings- och mediakonglomerat med huvudkontor i Bangkok. Det grundades 1983 av Rewat Buddhinan och Paiboon Damrongchaitham.

## Dotterbolag och divisioner
- GDH 559
  - Nadao Bangkok
- GMM Z
- GMMTV
- GMM Bravo
- A-Time Media
- CHANGE2561
- Across The Universe (med RS Group)[6]

## TV-kanaler
- GMM 25
- One31

## Radiostationer
- Chill FM Online
- EFM 94
- Green Wave 106.5 FM
- Hot 91.5 (upplöstes 2013)